# Azat Peruaszew
Azat Turłybekuły Paruaszew, kaz. Азат Тұрлыбекұлы Перуашев (ur. 8 września 1967 roku w rejonie Kordaj w odbwodzie żambylskim) – kazachski polityk, od 2012 deputowany do Mażylisu, od 2011 przewodniczący Demokratycznej Partii Kazachstanu Ak Żoł.

## Życiorys

### Wykształcenie
Azat Peruaszew w 1991 roku ukończył Uralski Uniwersytet im. A.M. Gorkiego na kierunku politologii, w 2002 roku zdobył tytuł doktora nauk na podstawie pracy na temat Instytucjonalizacja politycznych partii we współczesnym Kazachstanie. W 1996 ukończył Narodową Wyższą Szkołę Administracji Publicznej przy Prezydencie Kazachstanu. Profesor honoris causa Państwowego Uniwersytetu Południowokazachstańskiego im. M.O. Äuezowa oraz Państwowego Uniwersytetu Wschodniokazachstańskiego im. S. Amanżołowa.

### Działalność polityczna
Był członkiem Komunistycznej Partii Kazachstanu. W 1992 objął stanowisko akima obwodu tałdykurgańskiego, cztery lata później został szefem Administracji Prezydenta. W latach 1999–2006 piastował stanowisko Pierwszego Sekretarza Komitetu Centralnego Partii Obywatelskiej. W wyniku połączenia z Nur Otan został członkiem prezydium tej partii do roku 2011, kiedy objął stanowisko przewodniczącego partii Ak Żoł.

### Życie prywatne
Żonaty z Diną Diemidową, z którą ma czworo dzieci. Członek komitetu wykonawczego Federacji Boksu Kazachstanu. Deklaruje znajomość języka kazachskiego, rosyjskiego oraz angielskiego.